# Manilkara chicle
Manilkara chicle (Pittier) Gilly, 1943 è una pianta angiosperma dicotiledone della famiglia delle Sapotaceae, diffusa nei paesi dell'America centrale e in Colombia.
Dalla sua corteccia, e da quelle di altre specie congeneri, si ottiene il chicle, lo speciale lattice usato in passato come materia prima per le gomme da masticare.

A partire dal 1960 le gomme sintetiche a base di butadiene hanno sostituito la gomma da masticare naturale fornita da questo albero, poiché erano più economiche.

## Descrizione
Manilkara chicle è un albero sempreverde dalla chioma ampia; può crescere fino a 40 metri di altezza.

## Distribuzione e habitat
Il suo areale di distribuzione va da Veracruz, nel Messico, alle coste atlantiche della Colombia.
Cresce in foreste miste fino ad una quota di 1100 m s.l.m.

## Curiosità
Il nome che comunemente si dà in Piemonte alla gomma da masticare - cicles - deriva proprio dal nome di questa pianta attraverso una marca di gomme da masticare americana arrivata dopo la seconda guerra mondiale.